# Việt Nam Dân chủ Cộng hòa xâm nhập Lào
Trong suốt chiều dài của cuộc Chiến tranh Việt Nam và Nội chiến Lào từ năm 1958, Việt Nam Dân chủ Cộng hòa đã liên tục thực hiện nhiều cuộc xâm nhập quân sự vào lãnh thổ Lào, đất nước mà bấy giờ phần lớn đang nằm dưới quyền kiểm soát của chính phủ hoàng gia thân Hoa Kỳ, với sự trợ giúp của đồng minh cộng sản bản địa Pathet Lào.

## Giai đoạn 1 (1958)
Vào năm 1958, Quân đội Nhân dân Việt Nam đã triển khai tấn công vào các ngôi làng ven biên giới giữa Vương quốc Lào và Bắc Việt Nam. Không lâu sau Quân đội nhân dân Việt Nam đã hoàn toàn kiểm soát những ngôi làng sau các cuộc giao tranh vũ trang. 
Vương quốc Lào đã ngay lập tức phản đối việc cờ Việt Nam được treo trên lãnh thổ của họ, còn theo Hà Nội thì họ cho rằng trước đây những ngôi làng đó thuộc về Việt Nam.

## Giai đoạn 2 (1959)
Trong mùa hè 1959, Pathet Lào bắt đầu tấn công ở các tỉnh phía Bắc. Quân đội Nhân dân Việt Nam cũng tham gia vào cuộc tấn công này với quân số khoảng 3-5 tiểu đoàn. Chính phủ Lào đã ra kháng nghị với Liên Hợp Quốc về cuộc xâm lược của người láng giềng Việt Nam Dân chủ Cộng hòa.